# جيمس إم. فار
جيمس إم. فار (بالإنجليزية: James M. Farr)‏ هو أستاذ جامعي أمريكي، ولد في 4 فبراير 1874 في يونيون في الولايات المتحدة، وتوفي في 4 مارس 1958 في جاكسونفيل في الولايات المتحدة.